# ناصر القحطاني
ناصر القحطاني (1970) هو شاعر شعبي سعودي، له نشاطات أدبية وإعلامية عديدة يشغل حالياً منصب رئيس مجلس إدارة قنوات الساحة الفضائية، والمشرف العام على جائزة الملك عبدالعزيز للأدب الشعبي النسخة الثانية 2019م المقامة ضمن فعاليات مهرجان الملك عبدالعزيز للإبل، في نسخته الثالثة والمقام بالمملكة العربية السعودية بمدينة الرياض. يلقب بشاعر الأندلس بعد إحيائه أمسية شعرية في قصر الحمراء، غرناطة إسبانيا عام 1997م.

## النشأة
نشأ الشاعر ناصر القحطاني في بلدة صبحا الواقعة على امتداد طريق الرياض - مكة غرب جنوب محافظة القويعية بمسافة حوالي 125كم.

## النشاط
كتب الشاعر ناصر القحطاني الشعر بلسان فصيح وعامي وله أعمال منشورة في موقعه الرسمي وكذلك على حسابه الشخصي في تويتر ومن تلك الأعمال قصيدة رد بها على كتاب للداعية السعودي عائض القرني الذي حمل عنوان (لاتحزن).
- عمل في وزارة التعليم العالي مديراً للتطوير الإداري بالمرتبة العاشرة قبل ان يستقيل ويتفرغ للإعلام.
- يكتب الشعر بلسان فصيح وآخر عامي.
- خرج عن السائد وكتب الكثير لوطنه وقضايا مجتمعه الداخلي وطرق العديد من المواضيع التي تمس الأمتين العربية والإسلامية.
- جاراه الشيخ محمد بن راشد ال مكتوم حاكم دبي في إحدى قصائده بعد إعجابه بها، ونالت القصيدتان شهرة واسعة في أوساط الخليج.
- شارك في تأسيس مجلة شخصيات الثقافية في 2005م.
- أسس مجموعة قنوات الساحة الفضائية كأول قنوات متخصصة بالشعر والتراث، في مطلع 2006م.
- تم اختياره من ضمن نخبة شعراء العالم للمشاركة في مهرجان دبي الدولي للشعر الذي جمع 100 شاعر من دول العالم برعاية حاكم دبي في 2009م.
- تولى الإشراف على العديد من الأعمال الأدبية والجوائز والمسابقات الشعرية والفلكلورية.
- تحولت قصيدته الذاهبة إلى مسلسل مستوحى منها في قناة روتانا خليجية.
- تم تكليفه  بالإشراف العام على جائزة الملك عبدالعزيز للأدب الشعبي.
- رئيس لجنة تحكيم برنامج «فرسان القصيد» على قنوات mbc
- رئيس لجنة تحكيم برنامج «شبل القصيد» على قنوات mbc3
- رئيس لجنة تحكيم مسابقة «المعلقات النبطية» بمهرجان الملك عبد العزيز للإبل الثالث.

غنّى له اغلب نجوم الغناء في الوطن العربي أمثال عبدالكريم عبدالقادر، علي بن محمد، أصاله، خالد عبدالرحمن، سميه قيصر، عبدالمجيد عبدالله، أريام، عبد المنعم العامري، حسين العلي وغيرهم، كما تغنى بقصائده اغلب نجوم الشيلات والإنشاد في الوطن العربي مثل مشاري العفاسي، ابوعلي العميرة وغيرهم.

### أشهر أمسياته الشعرية
- أمسيته أسبانيا : في قصر الحمراء العظيم بغرناطة.[1]
- أمسيته لندن: في المركز الإعلامي السعودي برعاية سفير المملكة في بريطانيا د.غازي القصيبي -رحمه الله-.[1]
- أمسية الرياض: في مركز الملك عبدالعزيز التاريخي بالرياض.[1]
- أمسية الجنادية: في قاعة الملك فيصل بفندق الانتركونتننتال بالرياض ضمن نشاط المهرجان الوطني الخامس عشر للتراث والثقافة بالجنادرية.[1]
- أمسية دبي الأولى: في فندق فيرمونت كختام الملتقى الرابع للشعر الشعبي في دبي بالإمارات العربية المتحدة برعاية ومشاركة ولي عهد دبي سمو الشيخ / حمدان بن محمد آل مكتوم.[1]
- أمسية عنيزة : في ختام فعاليات مهرجان الغضا.[1]
- أمسية حائل: في مركز الروشن للمعارض والمؤتمرات في افتتاح مهرجان حائل السياحي.[1]
- أمسية المذنب: كختام مهرجان المذنب 2005م.
- أمسية دبي الثانية: في مهرجان دبي الدولي للشعر 2009م.
- أمسية البحرين: تحت عنوان «خليجنا واحد» 2011م.
- أمسية الشارقة: في معرض الشارقة الدولي للكتاب 2016م.
- أمسية الدمام: ضمن امسيات المملكة برعاية هيئة الترفيه 2017م.

| م | الأمسية | التاريخ   | مكان الاقامة                                                              | تفاصيل الأمسية |
| - | ------- | --------- | ------------------------------------------------------------------------- | --- |
| 1 | الأولى  | 18/8/1997 | قصر الحمراء - غرناطة - اسبانيا                                            | |
| 2 | الثانية | 29/7/1999 | المركز الإعلامي السعودي - لندن - المملكة المتحدة                          | برعاية سفير المملكة في بريطانيا د.غازي القصيبي                                                                                    |
| 3 | الثالثة | 28/9/2000 | مركز الملك عبد العزيز التاريخي - الرياض - المملكة العربية السعودية        | |
| 4 | الرابعة | 26/1/2001 | قاعة الملك فيصل بفندق الانتركونتننتال - الرياض - المملكة العربية السعودية | ضمن نشاط المهرجان الوطني الخامس عشر للتراث والثقافة بالجنادرية                                                                    |
| 5 | الخامسة | 10/2/2004 | فندق فيرمونت - دبي - الإمارات العربية المتحدة                             | كختام الملتقى الرابع للشعر الشعبي في دبي بالإمارات العربية المتحدة برعاية ومشاركة ولي عهد دبي سمو الشيخ / حمدان بن محمد آل مكتوم. |
| 6 | السادسة | 26/1/2005 | عنيزة - القصيم - المملكة العربية السعودية                                 | كختام فعاليات مهرجان الغضا. |
| 7 | السابعة | 26/7/2005 | مركز الروشن للمعارض والمؤتمرات - حائل - المملكة العربية السعودية          | افتتاح مهرجان حائل السياحي. |

## الإصدارات الشعرية
للشاعر ناصر القحطاني العديد من الأعمال الشعرية والإصدارات المسموعة والمقروءة، ومنها ما تم نشره على شبكة الإنترنت في العديد من المواقع المهتمة بالشعر يمكن لمحبي الشعر الاطلاع على بعضها في صفحة الشاعر في الموسوعة العالمية للشعر العربي أو موقع الشعر كما يقوم الشاعر بنشر بعض أعماله الجديدة على موقعه الرسمي وفي حسابه الموثق بموقع التواصل الاجتماعي تويتر.
1. الديوان المسموع الأول همس الغمام في 1998م.[7]
2. الديوان المسموع الثاني شمس الغرام في الإثنين 19/10/1421 هـ الموافق 15/1/2001 م.[8]
3. الديوان المسموع الثالث ورود وبارود في الأحد 15/2/1423 هـ الموافق 28/4/2002 م.[9]
4. الديوان المقروء الأول بعنوان ا لذاهبة في السبت 28/1/1425 هـ الموافق 20/3/2004 م.[10]
5. الديوان المسموع الرابع بروق في العتمة في الثلاثاء 27/1/1426 هـ الموافق 8/3/2005 م.[11]
6. الديوان المسموع الخامس مذكرات شاعر في السبت 5/3/1433 هـ الموافق 28/1/2012 م.[12]
7. الديوان المقروء وجهاً لوجه في 2014م.
8. الديوان المسموع السادس ناصريات بأصوات نجوم الشعر والشيلات والمحاورة والعرضة في 2014م.

## أنشطة ثقافية وإعلامية
- أسس الشاعر ناصر القحطاني مجلة بعنوان (شخصيات) وهي مجلة ثقافية، اجتماعية عام 2005م.[1]
- أسس قناة الساحة الفضائية وهي أول قناة متخصصة بالشعر والتراث وذلك في مطلع (2006م).[1]
- تم اختياره من ضمن نخبة شعراء العالم للمشاركة في (مهرجان دبي الدولي للشعر) الذي جمع 100 شاعر من دول العالم برعاية حاكم دبي.[1]